# Am386

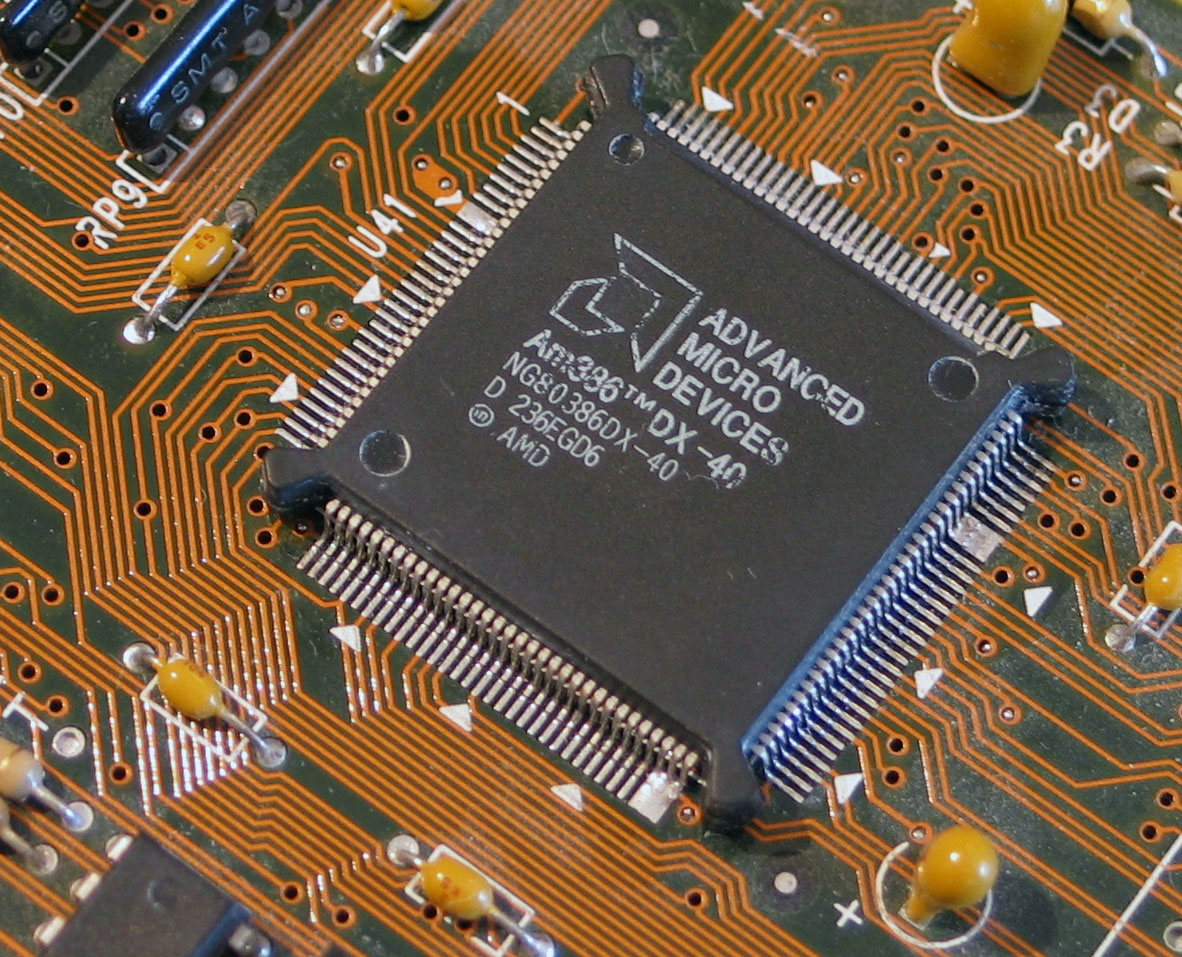
Foto de um am386.

O processador Am386 é um clone 100% compatível do Intel 80386, lançado pela AMD em 1991. Vendeu milhões de unidades, posicionando a AMD como competidora legítima da Intel, ao invés de ser apenas uma fonte secundária para processadores x86 (a então chamada família 8086).